# Route nationale 389
Pour les articles homonymes, voir Route 389.
La route nationale 389, ou RN 389, était une route nationale française correspondant au boulevard Jacques-Bingen à Clermont-Ferrand (cette portion était à 2×2 voies). C’est une antenne de la route nationale 89. Elle était longue d’environ 2,5 km. Elle a été déclassée en 2007 et intégrée à la RD 771.
Avant les déclassements de 1972, la RN 389 reliait Charleville-Mézières à Vireux-Wallerand. À la suite de la réforme de 1972, elle est devenue la RD 989.

## Clermont-Ferrand
- Boulevard Jacques Bingen

## Ancien tracé de Charleville-Mézières à Vireux-Wallerand
- Charleville-Mézières (km 0)
- Monthermé (km 16)
- Les Woieries, commune de Monthermé
- Les Vieux Moulins d’Hargnies, commune d’Hargnies
- Hargnies (km 35)
- Vireux-Wallerand (km 45)
- Vireux-Molhain, au niveau du pont sur la Meuse.